# Jemaat Moul Blad
Jemaat Moul Blad (franska: Jemaat Moul Blad (CR), Jemaat Moul Blad (Commune Rurale), arabiska: السهول) är en kommun i Marocko.   Den ligger i provinsen Khémisset och regionen Rabat-Salé-Kénitra, i den norra delen av landet, 50 km sydost om huvudstaden Rabat. Antalet invånare är 6 429.